# ウイスキーと2人の花嫁
『ウイスキーと2人の花嫁』（ウイスキーとふたりのはなよめ、Whisky Galore!）は2016年のイギリスのコメディ映画。
監督はギリーズ・マッキノン、出演はグレゴール・フィッシャーとエディ・イザードなど。
第二次世界大戦中にスコットランドのエリスケイ島沖で大量のウイスキーを積んだ貨物船SSポリティシャン号が座礁した事件をもとにしたコンプトン・マッケンジーの1947年の小説『Whisky Galore』をマッケンジー自らが脚本、アレクサンダー・マッケンドリックが監督を務めて映像化した1949年の映画『Whisky Galore!』のリメイクである。
なお「galore」はアイルランド語の「go leor」やスコットランド・ゲール語の「gu leòr」または「gu leòir」を語源とする英単語で「たくさん」を意味する。
2016年6月に開催されたエディンバラ国際映画祭のクロージング作品として初上映された。

## キャスト
- ジョセフ・マクルーン: グレゴール・フィッシャー（英語版） - 島の郵便局長。リーダー格。
- ワゲット大尉: エディ・イザード - 島の民兵を率いる士官。厳格な堅物。
- オッド軍曹: ショーン・ビガースタッフ - 島に戻ってきた若い下士官。
- ペギー・マクルーン: ナオミ・バトリック（英語版） - ジョセフの娘。オッドと婚約。
- ジョージ・キャンベル: ケヴィン・ガスリー（英語版） - 島の学校教師。厳格な母親に縛られている。
- カトリーナ・マクルーン: エリー・ケンドリック - ジョセフの娘。ジョージと婚約。
- アンガス: ブライアン・ペティファー（英語版） - 島の民兵の1人。
- マカリスター牧師: ジェームズ・コスモ - 俗物。

## 製作
少年時代からオリジナル版のリメイクを夢見てきた1人の映画プロデューサーの熱意により、当時貨物船に乗船していた士官候補生や座礁した船をいち早く発見した人物など、事件を直接知る人々への入念な取材を繰り返し、10年の歳月をかけて製作された。

## 作品の評価
Rotten Tomatoesによれば、23件の評論のうち高く評価しているのは39%にあたる9件にとどまっており、平均で10点満点中5.24点を得ている。
Metacriticによれば、7件の評論のうち高評価は1件、賛否混在は5件、低評価は1件、平均で100点満点中42点を得ている。